# 53-я церемония «Грэмми»
53-я ежегодная церемония вручения наград «Грэмми» прошла в Лос-Анджелесе, в Стэйплс-центр 13 февраля 2011 года.

## Номинации

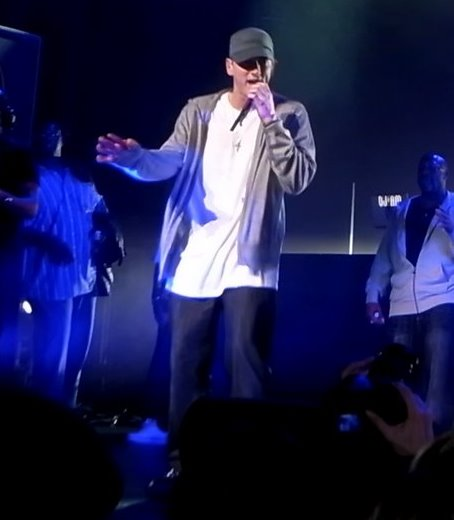
Эминем: 10 номинаций

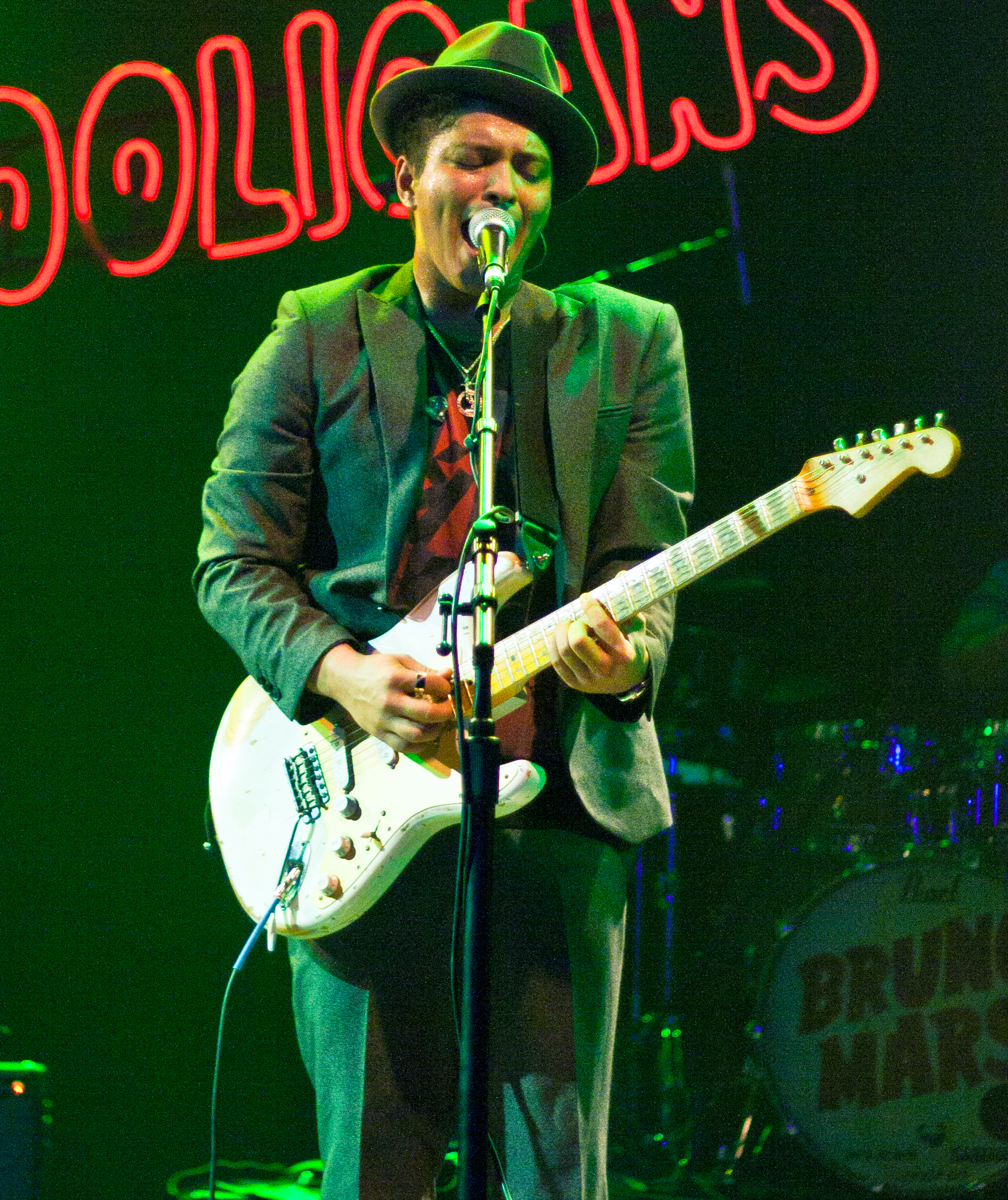
Бруно Марс: 7 номинаций

Lady GaGa: 6 номинаций

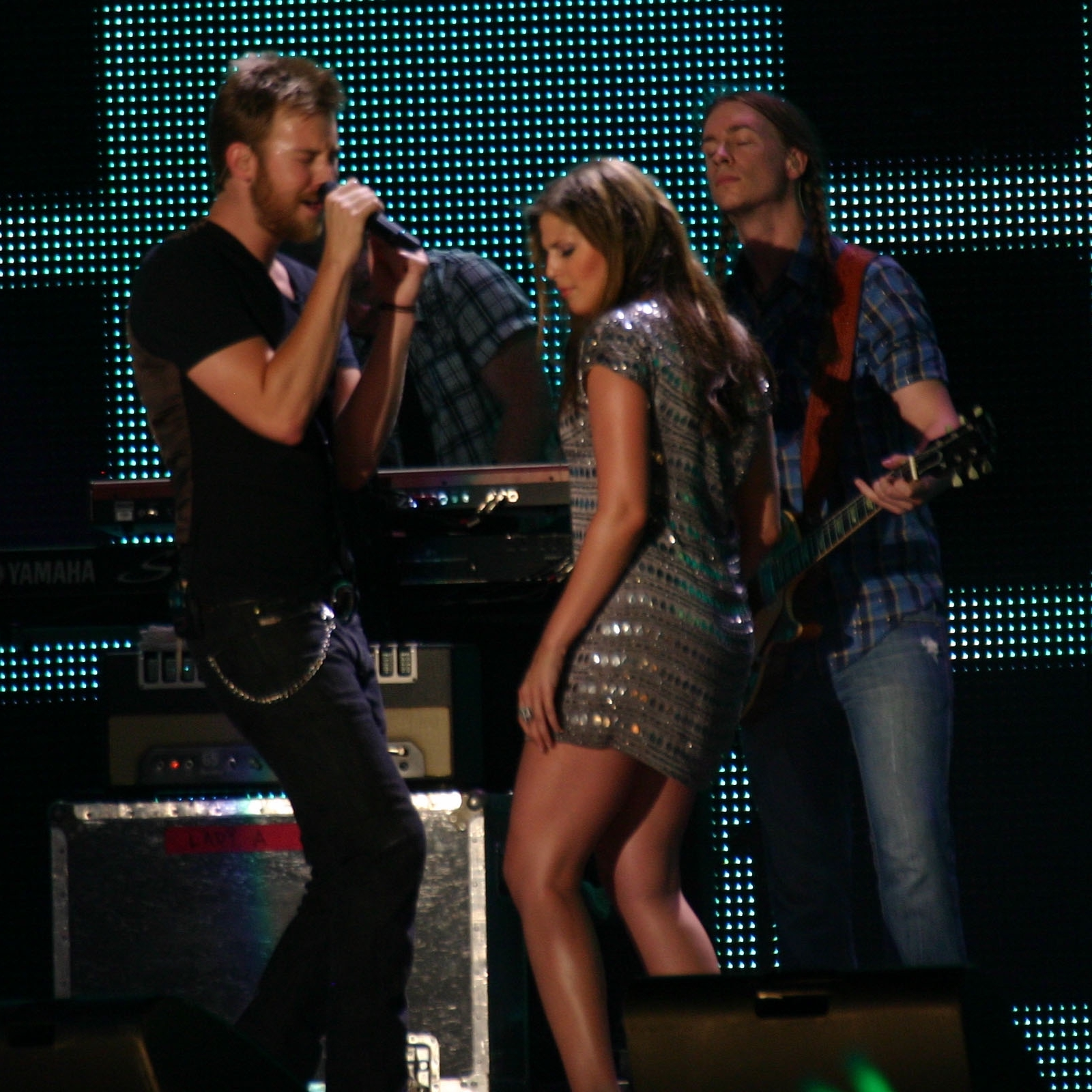
Lady Antebellum: 6 номинации

Номинанты были объявлены 1 декабря 2010 года. Рэпер Эминем получил 10 номинаций. Поп-звезда Бруно Марс идёт за Эминемом с семью номинациями на «Грэмми». Артисты Джей-Зи и Леди Гага и группа Lady Antebellum получили по шесть номинаций.

## Выступления
Леди Гага, как всегда, поразила всех присутствующих на церемонии. На красной дорожке поп-звезда появилась внутри яйца-кокона. Скорее это всё относится к её новому стилю и альбому Born This Way (Рождена Такой). Эффектно выступив на сцене в совсем даже обычном костюме, певица заняла место в зале, уже в тёмных очках и лаковых чёрных ботфортах.
| Артист(ы)                                                                       | Песня(и) |
| ------------------------------------------------------------------------------- | --- |
| Иоланда Адамс Кристина Агилера Дженнифер Хадсон Мартина МакБрайд Florence Welch | Tribute to Aretha Franklin: «(You Make Me Feel Like) A Natural Woman» «Ain't No Way» (Aguilera) «Until You Come Back to Me (That's What I'm Gonna Do)» (McBride) «Think» (Welch) «Respect» (Hudson) «Spirit in the Dark» (Adams) «Sisters Are Doin' It for Themselves» |
| Леди Гага                                                                       | «Born This Way» |
| Миранда Ламберт                                                                 | «The House That Built Me» |
| Muse                                                                            | «Uprising» |
| B.o.B Бруно Марс Жанель Монэ                                                    | «Nothin' on You» «Grenade» «Cold War» |
| Джастин Бибер Джейден Смит                                                      | «Baby» «Never Say Never» |
| Ашер                                                                            | «OMG» |
| Mumford & Sons The Avett Brothers Боб Дилан                                     | «The Cave» «Head Full of Doubt» «Maggie's Farm» |
| Lady Antebellum                                                                 | «If You Don't Know Me By Now» «American Honey» «Need You Now» |
| Си Ло Грин Гвинет Пэлтроу The Muppets                                           | «Fuck You!» |
| Кэти Перри                                                                      | «Not Like the Movies» «Teenage Dream» |
| Нора Джонс Джон Мейер Кит Урбан                                                 | «Jolene» |
| Эминем Adam Levine Рианна Скайлар Грей Dr. Dre                                  | «Love the Way You Lie (Part II)» «I Need a Doctor» |
| Мик Джаггер Рафаэл Садик                                                        | «Everybody Needs Somebody to Love» |
| Барбра Стрейзанд                                                                | «Evergreen» |
| Рианна Дрейк                                                                    | «What’s My Name?» |
| Arcade Fire                                                                     | «Month of May» «Ready to Start» |

## Докладчики
- Диркс Бентли
- Селена Гомес
- Нора Джонс
- Эль Эль Кул Джей
- Ники Минаж
- Блейк Шелтон

## Специальные награды

### Персона года «MusiCares»
- Барбра Стрейзанд

## Основная категория

### Запись года
- «Need You Now» — Lady Antebellum; Lady Antebellum & Paul Worley, продюсеры; Clarke Schleicher, звукоинженеры
  - «Nothin' On You» — B.o.B Featuring Бруно Марс; продюсеры The Smeezingtons, звукоинженеры
  - «Love the Way You Lie» — Эминем Featuring Рианна; Alex Da Kid & Makeba Riddick, продюсеры; Alex Da Kid, Eminem & Mike Strange, звукоинженеры
  - «Fuck You!» — Си Ло Грин; The Smeezingtons, продюсеры
  - «Empire State of Mind» — Jay-Z & Алиша Киз; Angela Hunte, Jane’t «Jnay» Sewell-Ulepic & Shux, продюсеры; Ken «Duro» Ifill, Gimel «Young Guru» Keaton & Ann Mincieli, звукоинженеры

### Альбом года
- «The Suburbs» — Arcade Fire
  - «Recovery» — Эминем
  - «Need You Now» — Lady Antebellum
  - «The Fame Monster» — Леди Гага
  - «Teenage Dream» — Кэти Перри

### Песня года
- «Need You Now» — Lady Antebellum
  - «Beg Steal Or Borrow» — Ray LaMontagne And The Pariah Dogs
  - «Fuck You!» — Си Ло Грин
  - «The House That Built Me» — Миранда Ламберт
  - «Love the Way You Lie» — Эминем Featuring Рианна

### Лучший новый исполнитель
- Эсперанса Сполдинг
  - Джастин Бибер
  - Дрейк
  - Florence & The Machine
  - Mumford & Sons

### Поп

#### Лучшее женское вокальное поп-исполнение
- «Bad Romance» — Леди Гага
  - «King Of Anything» — Сара Бареллис
  - «Halo (Live)» — Бейонсе
  - «Chasing Pirates» — Нора Джонс
  - «Teenage Dream» — Кэти Перри

#### Лучшее мужское вокальное поп-исполнение
- «Just the Way You Are» — Бруно Марс
  - «Haven’t Met You Yet» — Майкл Бубле
  - «This Is It» — Майкл Джексон
  - «Whataya Want From Me» — Адам Ламберт
  - «Half Of My Heart» — Джон Мейер

#### Лучший вокальный поп-альбом
- «The Fame Monster» — Леди Гага
  - «My World 2.0» — Джастин Бибер
  - «I Dreamed A Dream» — Сьюзан Бойл
  - «Battle Studies» — Джон Мейер
  - «Teenage Dream» — Кэти Перри

### Рок

#### Лучшее сольное вокальное рок-исполнение
- «Helter Skelter» — Пол Маккартни
  - «Run Back to Your Side» — Эрик Клэптон
  - «Crossroads» — Джон Мейер
  - «Silver Rider» — Роберт Плант and the Band of Joy
  - «Angry World» — Нил Янг

#### Лучшее вокальное рок-исполнение дуэтом или группой
- «Tighten Up» — The Black Keys
  - «Ready To Start» — Arcade Fire
  - «I Put a Spell on You» — Джефф Бек & Джосс Стоун
  - «Radioactive» — Kings of Leon
  - «Resistance» — Muse

#### Лучшее хард-рок-исполнение
- «New Fang» — Them Crooked Vultures
  - «A Looking in View» — Alice in Chains
  - «Let Me Hear You Scream» — Оззи Осборн
  - «Black Rain» — Soundgarden
  - «Between the Lines» — Stone Temple Pilots

#### Лучшее метал-исполнение
- «El Dorado» — Iron Maiden
  - «Let the Guilt Go» — Korn
  - «In Your Words» — Lamb Of God
  - «Sudden Death» — Megadeth
  - «World Painted Blood» — Slayer

#### Лучшая рок-песня
- «Angry World»
  - Нил Янг, автор (Нил Янг)
  - «Little Lion Man»
    - Ted Dwane, Ben Lovett, Marcus Mumford & Country Winston, авторы (Mumford & Sons)

  - «Radioactive»
    - Caleb Followill, Jared Followill, Matthew Followill & Nathan Followill, авторы (Kings of Leon)

  - «Resistance»
    - Matthew Bellamy, автор (Muse)

  - «Tighten Up»
    - Dan Auerbach & Patrick Carney, авторы (The Black Keys)

#### Лучший рок-альбом
- The Resistance — Muse
  - Emotion & Commotion — Джефф Бек
  - Backspacer — Pearl Jam
  - Mojo — Tom Petty and the Heartbreakers
  - Le Noise — Нил Янг

### R&B

#### Лучшее женское вокальное R&B-исполнение
- Номинанты:
  - «Everything to Me» — Monica
  - «Gone Already» — Faith Evans
  - «Bittersweet» — Фантазия Баррино
  - «Tired» — Kelly Price
  - «Holding You Down» — Jazmine Sullivan

#### Лучшее мужское вокальное R&B-исполнение
- Номинанты:
  - «Second Chance» — El DeBarge
  - «Finding My Way Back» — Jaheim
  - «Why Would You Stay» — Kem
  - «We’re Still Friends» — (Kirk Whalum &) Musiq Soulchild
  - «There Goes My Baby» — Ашер

#### Лучшее вокальное R&B-исполнение дуэтом или группой
- Номинанты:
  - «Soldier of Love» — Sade
  - «Love» — Chuck Brown, Jill Scott & Marcus Miller
  - «Take My Time» — Крис Браун & Tank
  - «You’ve Got a Friend» — Ronald Isley & Aretha Franklin
  - «Shine» — Джон Ледженд & The Roots

#### Лучшая R&B-песня
- «Bittersweet»
  - Charles Harmon & Claude Kelly, авторы (Фантазия Баррино)
- «Finding My Way Back»
  - Ivan «Orthodox» Barias, Curt Chambers, Carvin «Ransum» Haggins, Jaheim Hoagland & Miquel Jontel, авторы (Jaheim)
- «Second Chance»
  - E. Debarge & Mischke, авторы (El DeBarge)
- «Shine»
  - John Stephens, автор (Джон Ледженд & The Roots)
- «Why Would You Stay»
  - K. Owens, автор (Kem)

#### Лучший R&B-альбом
- Номинанты:
  - Still Standing — Monica
  - Back To Me — Фантазия Баррино
  - Another Round — Jaheim
  - Wake Up! — Джон Ледженд & The Roots

### Рэп

#### Лучшее сольное рэп-исполнение
Best Rap Solo Performance
- Номинанты:
  - «Over» — Drake
  - «Not Afraid» — Эминем
  - «How Low» — Ludacris
  - «I'm Back» — T.I.
  - «Power» — Канье Уэст

#### Лучшее рэп-исполнение дуэтом или группой
Best Rap Performance By A Duo Or Group
- Номинанты:
  - «Shutterbugg» — Big Boi & Cutty
  - «Fancy» — Drake, T.I. & Swizz Beatz
  - «On To The Next One» — Jay-Z & Swizz Beatz
  - «My Chick Bad» — Ludacris & Nicki Minaj
  - «Lose My Mind» — Young Jeezy & Plies

#### Лучшее рэп/песенное совместное исполнение
Best Rap/Sung Collaboration
- Номинанты:
  - «Nothin' On You» — B.o.B & Bruno Mars
  - «Deuces» — Chris Brown, Tyga & Kevin McCall
  - «Love the Way You Lie» — Эминем & Рианна
  - «Empire State Of Mind» — Jay-Z & Alicia Keys
  - «Wake Up Everybody» — John Legend, The Roots, Melanie Fiona & Common

#### Лучшая рэп-песня
Best Rap Song
- «Empire State Of Mind»
  - Shawn Carter, Angela Hunte, Burt Keyes, Alicia Keys, Jane’t «Jnay» Sewell-Ulepic & Alexander Shuckburgh, songwriters (Jay-Z & Alicia Keys)
- «Love the Way You Lie»
  - Alex da Kid, Holly Hafferman & Marshall Mathers, songwriters (Эминем & Рианна)
- «Not Afraid»
  - M. Burnett, J. Evans, Marshall Mathers, L. Resto & M. Samuels, songwriters (Эминем)
- «Nothin' On You»
  - Philip Lawrence, Ari Levine, Bruno Mars & Bobby Simmons Jr., songwriters (B.o.B & Bruno Mars)
- «On To The Next One»
  - Shawn Carter, J. Chaton & K. Dean, songwriters (G. Auge & X. De Rosnay, songwriters) (Jay-Z & Swizz Beatz)

#### Лучший рэп-альбом
Best Rap Album
- Номинанты:
  - The Adventures Of Bobby Ray — B.o.B
  - Thank Me Later — Drake
  - Recovery — Эминем
  - The Blueprint 3 — Jay-Z
  - How I Got Over — The Roots

### Кантри

#### Лучшее исполнение кантри с женским вокалом
«The House That Built Me» — Миранда Ламберт
- «Satisfied» — Джуэл
- «Swingin’» — Лиэнн Раймс
- «Temporary Home» — Кэрри Андервуд
- «I’d Love to Be Your Last» — Гретчен Уилсон

#### Лучшее исполнение кантри с мужским вокалом
«’Til Summer Comes Around» — Кит Урбан
- «Macon» — Джейми Джонсон
- «Cryin’ for Me (Wayman’s Song)» — Тоби Кит
- «Turning Home» — Дэвид Нейл
- «Gettin’ You Home» — Крис Янг

#### Лучшее вокальное исполнение кантри дуэтом или группой
«Need You Now» — Lady Antebellum
- «Free» — Zac Brown Band
- «Elizabeth» — Dailey & Vincent
- «Little White Church» — Little Big Town
- «Where Rainbows Never Die» — The SteelDrivers

#### Лучшее сотрудничество в жанре кантри с вокалом
«As She’s Walking Away» — Zac Brown Band и Алан Джексон
- «Bad Angel» — Диркс Бентли, Миранда Ламберт и Джейми Джонсон
- «Pride (In the Name of Love)» — Диркс Бентли, Дел Маккори и Punch Brothers
- «Hillbilly Bone» — Блейк Шелтон и Трейс Эдкинс
- «I Run to You» — Марти Стюарт и Конни Смит

#### Лучшее инструментальное исполнение кантри
«Hummingbyrd» — Марти Стюарт
- «Tattoo of a Smudge» — Cherryholmes
- «Magic #9» — The Infamous Stringdusters
- «New Chance Blues» — Punch Brothers
- «Willow Creek» — Даррелл Скотт

#### Лучшая кантри-песня
«Need You Now»
Dave Haywood, Josh Kear, Charles Kelley & Hillary Scott, авторы (Lady Antebellum)
- «The Breath You Take»
  - Casey Beathard, Dean Dillon & Jessie Jo Dillon, авторы (Джордж Стрейт)
- «Free»
  - Zac Brown, автор (Zac Brown Band)
- «The House That Built Me»
  - Tom Douglas & Allen Shamblin, авторы (Миранда Ламберт)
- «I’d Love to Be Your Last»
  - Rivers Rutherford, Annie Tate & Sam Tate, авторы (Гретчен Уилсон)
- «If I Die Young»
  - Kimberly Perry, автор (The Band Perry)

#### Лучший кантри-альбом
Need You Now — Lady Antebellum
- Up on the Ridge — Диркс Бентли
- You Get What You Give — Zac Brown Band
- The Guitar Song — Джейми Джонсон
- Revolution — Миранда Ламберт

### Лучшее Видео

#### Лучшее короткое музыкальное видео
- «Bad Romance» — Lady Gaga, Francis Lawrence, видеорежиссёр; Heather Heller, видеопродюсер [Streamline/Interscope/KonLive/Cherrytree]
  - «Ain’t No Grave / The Johnny Cash Project» — (Джонни Кэш) Chris Milk, видеорежиссёр; Jennifer Heath, Aaron Koblin & Rick Rubin, видеопродюсеры[American/Universal]
  - «Love the Way You Lie (Explicit Version)» — Эминем & Рианна, Joseph Kahn, видеорежиссёр; Maryann Tanedo, видеопродюсер [Aftermath]
  - «Stylo» — Gorillaz, Mos Def & Bobby Womack Pete Candeland & Jamie Hewlett, видеорежиссёры; Cara Speller, видеопродюсер [Virgin Records]
  - «Fuck You!» — Си Ло Грин, Matt Stawski, видеорежиссёр; Paul Bock, видеопродюсер [Elektra]

### Классическая музыка

#### Лучший классический альбом
Best Classical Album
- Verdi: Requiem — Рикардо Мути, дирижёр; Duain Wolfe, руководитель хора; Christopher Alder, продюсер; David Frost, Tom Lazarus & Christopher Willis, звукоинженеры (Ильдар Абдразаков, Ольга Бородина, Barbara Frittoli & Mario Zeffiri; Чикагский симфонический оркестр; Chicago Symphony Chorus)
  - Bruckner: Symphonies Nos. 3 & 4 — Mariss Jansons, conductor; Everett Porter, producer; Everett Porter, mastering engineer (Royal Concertgebouw Orchestra)
  - Daugherty: Metropolis Symphony; Deus Ex Machina — Giancarlo Guerrero, conductor; Blanton Alspaugh, producer; Mark Donahue, John Hill & Dirk Sobotka, engineers/mixers (Terrence Wilson; Nashville Symphony Orchestra)
  - Mackey, Steven: Dreamhouse — Gil Rose, conductor; Rinde Eckert; Catch Electric Guitar Quartet; David Frost, producer; David Frost, Tom Lazarus, Steven Mackey & Dirk Sobotka, engineers/mixers; Silas Brown, mastering engineer (Boston Modern Orchestra Project; Synergy Vocals)
  - Sacrificium — Giovanni Antonini, conductor; Cecilia Bartoli; Arend Prohmann, producer; Philip Siney, engineer/mixer (Il Giardino Armonico)

#### Лучшая оперная запись
Best Opera Recording
- Кайя Саариахо: «Далёкая любовь» (L’Amour De Loin)
  - Кент Нагано, дирижёр; Daniel Belcher, Екатерина Лёхина (Ekaterina Lekhina) & Marie-Ange Todorovitch; Martin Sauer, продюсер (Deutsches Symphonie-Orchester Berlin; Rundfunkchor Berlin)
- Альбан Берг: «Лулу»
  - Antonio Pappano, дирижёр; Agneta Eichenholz, Jennifer Larmore, Klaus Florian Vogt & Michael Volle; David Groves, продюсер (Orchestra Of The Royal Opera House)
- Hasse: «Marc' Antonio E Cleopatra»
  - Matthew Dirst, дирижёр; Jamie Barton & Ava Pine; Keith Weber, продюсер (Ars Lyrica Houston)
- Родион Щедрин: «Очарованный странник»
  - Валерий Гергиев, дирижёр; Евгений Акимов, Сергей Алексашкин & Кристина Капустинская; James Mallinson, продюсер (Симфонический оркестр Мариинского театра; Хор Мариинского театра)
- Sullivan: «Ivanhoe»
  - David Lloyd-Jones, дирижёр; Neal Davies, Geraldine McGreevy, James Rutherford, Toby Spence & Janice Watson; Brian Pidgeon, продюсер (BBC National Orchestra Of Wales; Adrian Partington Singers)

#### Лучшая современная классическая композиция
Best Classical Contemporary Composition
- «Deus Ex Machina» — Michael Daugherty (Giancarlo Serrano)
  - «Appassionatamente Plus» — Hans Werner Henze (Stefan Soltesz)
  - «Graffiti» — Magnus Lindberg (Sakari Oramo)
  - «Symphony No. 4» — Arvo Pärt (Эса-Пекка Салонен)
  - «The Enchanted Wanderer» — Родион Константинович Щедрин (Валерий Гергиев)